# Pama (Burkina Faso)
Pama – miasto w południowo-wschodniej części Burkiny Faso. Jest stolicą prowincji Kompienga. W 2013 roku liczba mieszkańców wynosiła 11 933.